# Pszczew
Pszczew is een dorp in het Poolse woiwodschap Lubusz, in het district Międzyrzecki. De plaats maakt deel uit van de gemeente Pszczew en telt 1826 inwoners.

## Verkeer en vervoer
- Station Pszczew